# Calypogeia andicola
Calypogeia andicola é uma espécie de  planta do gênero Calypogeia e da família Calypogeiaceae. 

## Forma de vida
É uma espécie litófita e formadora de tramas. 

## Descrição
Plantas folhosas, caulídios ramificados, ramificação lateral, irregular, caulídios em secção transversal sem diferenciação clara entre as células corticais e interiores, translúcidos, com ramos flageliformes ou caducos, sem paráfilas, crescimento anacrogineo, células dos filídios sem trigônios, lisas, rizóides presentes, incolores, ramos dorsiventral, com duas fileiras iguais de folhas laterais e uma terceira fileira ventral menor, não imbricados, filídios marcadamente assimétricos, ovalados, sub-transversalmente inseridos, a metade dorsal mais ou menos transversal, a metade ventral oblíqua, alternados, sobrepostas, súcubo, margens inteiras, não ou bordeada por células diferenciadas, planas, inserção reta ou pouco decurrente dorsalmente, lobos inteiros, ápice inteiro, anfigastros menor do que as laterais embora bem desenvolvidas e conspícuas, bilobados, rombicos, menores que a largura do caulídio, inteiros, distantes, com corpos oleosos visíveis, gemas ausentes, bisexuado, gametangios agrupados em inflorescências com brácteas, autóicos, ramos masculinos, possuindo muitos anteridios, pedunculados, não misturado com paráfises, ramos femininos pouco diferenciado, marsúpio presente, mas vestigial, brácteas presente, maiores que os filídios, bractéola presente, perianto distalmente plicado.  

## Conservação
A espécie faz parte da Lista Vermelha das espécies ameaçadas do estado do Espírito Santo, no sudeste do Brasil. A lista foi publicada em 13 de junho de 2005 por intermédio do decreto estadual nº 1.499-R. 

## Distribuição
A espécie é encontrada nos estados brasileiros de Bahia e Espírito Santo. 
A espécie é encontrada no domínio fitogeográfico de Mata Atlântica, em regiões com vegetação de floresta ombrófila pluvial.